# Neohierax
Neohierax is een geslacht van vogels uit de familie valkachtigen (Falconidae). Dit geslacht telt slechts een soort, de Birmese dwergvalk (Neohierax insignis).

## Taxonomie
Uit DNA-onderzoek, gepubliceerd in 2015,  blijkt dat de Birmese dwergvalk niet nauw verwant is aan de Afrikaanse dwergvalk Polihierax semitorquatus, maar meer verwant aan de soorten uit het geslacht Falco. De Afrikaanse dwergvalk is daarentegen meer verwant met soorten uit het geslacht Microhierax. Eerder, in 1922 op grond van verschillen in het verenkleed, stelde de Britse roofvogelonderzoeker Harry Kirke Swann voor deze valk in een eigen geslacht Neohierax te plaatsen. Meer dan honderd jaar later is de soort met deze geslachtsnaam op de IOC World Bird List (en ook op andere veel gebruikte checklists) gezet.